# اسکندریه (شهربابک)
اسکندریه، روستایی در دهستان استبرق از توابع بخش مرکزی شهرستان شهربابک در استان کرمان است.